# Glyphocrangon haematonotus
Glyphocrangon haematonotus är en kräftdjursart som beskrevs av Lipke Bijdeley Holthuis 1971. Glyphocrangon haematonotus ingår i släktet Glyphocrangon och familjen Glyphocrangonidae. Inga underarter finns listade i Catalogue of Life.